# Määvli raba
Määvli raba är en mosse på Dagö i Estland. Den ligger i Pühalepa kommun i Hiiumaa (Dagö), 130 km väster om huvudstaden Tallinn. Den avvtannas av ån Nuutri jõgi. 
Inlandsklimat råder i trakten. Årsmedeltemperaturen i trakten är 3 °C. Den varmaste månaden är juli, då medeltemperaturen är 18 °C, och den kallaste är januari, med −10 °C.